# Roderick Vonhögen
Padre Roderick Vonhögen (5 aprile 1968) è un prete olandese della Chiesa cattolica romana, che vive a Amersfoort, nei Paesi Bassi.
All'inizio del 2005, Padre Roderick andò a Roma, pressappoco quando Papa Giovanni Paolo II si ammalò gravemente. Era stato coinvolto in un media training organizzato dalla Chiesa, e decise di mettere in pratica ciò che aveva appreso per riferire della salute del Papa, durante il suo soggiorno presso il Vaticano. Era nato il podcast Catholic Insider in lingua inglese.
L'attenzione e la perizia che Padre Roderick dimostra nei suoi podcast fece notizia. Egli fu intervistato varie volte durante l'aggravarsi della malattia del Papa, e in occasioni successive da grandi media come la CNN. Al giorno d'oggi, è visto dai media tradizionali come una sorta di insider, di "precursore", all'interno della Chiesa cattolica.
Padre Roderick ha iniziato la registrazione di altri podcast, tra cui Secrets of Harry Potter, Secrets of the Caribbean, Catholic Minute, e il più famoso Daily Breakfast.
Mentre le aspirazioni di Padre Roderick salivano, egli fondò SQPN, Star Quest Production Network. Padre Roderick e il suo team di SQPN stanno cercando di raggiungere una sempre più vasta audience. Al giorno d'oggi, SQPN non è più concentrata soltanto sui podcast.
Padre Roderick ha sempre detto che la sua opinione è di non costringere la gente alla fede religiosa, ma di far convergere il messaggio della Chiesa con gli strumenti della cultura popolare. Il suo punto di vista sembrerebbero riflettere le prospettive che la Santa Sede ha riguardo ai moderni mezzi di comunicazione.